# 鹿鼎記
『鹿鼎記』（ろくていき、簡体字: 鹿鼎记、拼音: Lùdǐngjì）は、金庸の武俠小説。金庸自身も記しているが、むしろ歴史小説としての色彩が強い。金庸はこの作品の完成後に断筆しているため、彼の最後の武俠小説となっている。
『碧血剣』の続編的な作品であり、若干の登場人物に重複が見られる。

## 概要
『明報』において、1969年から1972年まで連載された。
康熙帝時代の清を舞台に主人公、韋小宝が機転と運で出世していく作品。これまでの金庸作品と大きく違うのは、主人公である韋小宝は武術が殆どできないという点である。また、金庸作品の主人公といえば厭世的で、禁欲的と相場が決まっているのに、本作の主人公は出世のためには平気で人を陥れることをも辞さないうえ、好色であり最終的には7人もの妻を得ている。
このあまりの作風の違いから、連載中は「別人が代筆しているのではないか?」との疑惑が持たれたという。もっとも、韋小宝も「義俠心に厚い」という一線は守っており、たびたび反清復明活動を続ける組織に所属することと、康熙帝に仕えることにジレンマを感じる様子が描かれている。
なお、作中では民族の対立についても書かれており、民のことを第一とする政治をしながら、明の暗君の時代を懐かしむ漢人に対し康熙帝が悩む姿も見られる。さらに、現在日本と中国の間で領土問題になっている尖閣諸島（作中では通吃島、のちに釣魚台）についても記述がみられる。詳細は通吃島を参照。

## あらすじ
妓女の息子、韋小宝は康熙帝の親友として清に仕えつつも、同時に反清復明を企てる秘密結社・天地会の幹部にもなってしまう。ときとして、康熙帝のために数々の功績をあげつつも、あるときは天地会として反清運動にも参加する韋小宝。どちらの組織においても韋小宝は機転を利かせ、徐々に重要度を増してゆくのだった。

## 登場人物

### 主要人物
韋小宝（い しょうほう）
揚州で妓女の息子として生まれる。父親はそもそも漢民族かどうかも分からないためか、あまり民族にこだわらない性格。旅先の北京で身を守るため宦官に化けて生活しているうちに、少年だった康熙帝と親友になりともに奸臣のオーバイの粛清に協力し、以後は政治的にも信用を得る。また、オーバイを殺害したことで、天地会の青木堂の香主（幹部の一種）にもなってしまう。以後は二つの組織で板ばさみになりつつ、天地会のスパイとして、また康熙帝の親友として清朝で栄達していく。
武術の腕はからきしで、戦闘にはあまり向いていない。しかし、師匠である九難（『碧血剣』の阿九）から軽功を重点的に習ったため、逃げ足だけに限定すれば達人なみの技量を持っている。
康熙帝（こうきてい）
清の皇帝。本作の影の主人公とも言える人物。少年時代、宦官の振りをしていた韋小宝と出会い、皇帝である自分にも物怖じせず自分に接する小宝と意気投合して親友になる。途中、韋小宝がニセ宦官だと知ってからも友情は変わらず、これまでどおり冗談を言い合ったりする関係を持ち続けた。征服王朝の皇帝であるが、漢人が統治したにもかかわらず腐敗した明の時代の、あるいは中国史上のどの王よりも民衆のことを考えた政治をする理想的な君主として描かれている。それにもかかわらず、腐敗した明の時代を懐かしみ、反清復明をさけぶ漢人に対してやりきれない思いを抱いている。
双児（そうじ）
韋小宝につかえる小間使い。韋小宝の7人の妻の一人であり、韋小宝に一途な思いを寄せている。妻の中では蘇荃の次に武術に優れているが、登場時期が早いこと、小間使いとして韋小宝に同行することが多いことから、出番は比較的に多い。物語後半では韋小宝とともにロシアに赴き、ネルチンスク条約の締結に協力したりしている。

### 清
建寧公主（けんねいこうしゅ）
康熙帝の妹、実は神龍教の痩頭陀と毛東珠（偽太后）の娘。わがままでサディストかつマゾヒスト。従者を殴りつけて楽しんでいるため、宦官らの恐怖の対象となっている。
順治帝（じゅんちてい）
康熙帝の父親。1661年に死亡したことにし、行痴と名を変えた上で五台山において出家している。
オーバイ
ホンタイジのころからの清に仕える軍人。文字の獄に関与していたこともあり、漢民族からは熱烈に嫌われている。
トルン
清の御前侍衛の総監。韋小宝の義兄弟でさっぱりした青年。韋小宝とはオーバイの家宅捜索などをともにした。主権では、心臓が若干偏っているため命拾いをする。漢字表記は「多隆」。
ソエト
実在した清の大臣。韋小宝の義兄弟。ネルチンスク条約では「モスクワも清の領土だ」と牽強付会の理論を展開し、韋小宝とともに使節、フョードルをやりこめた。漢字表記は「索額図」。
呉之栄（ご しえい）
実在した清の役人。文字の獄では明史に満洲人に否定的な見解を書いた歴史家を大量に殺害させた。

### 天地会
陳近南（ちん きんなん）
実在の人物で、台湾の鄭氏政権に仕えた軍師。「近南」は字で、本名は陳永華。本作では天地会の総舵主（首領）として武林でも活躍。天地会に入会した韋小宝の師父となって武術を教えるのだが、自身が台湾に勤めていることと仕事が多忙なこと、また小宝が武術に関心がなかったことからほとんど指導はできなかった。
徐天川（じょ てんせん）
天地会、青木堂のメンバー。老人ながら武術の達人。人読んで「八臂猿猴」。
風際中（ふう さいちゅう）
天地会、青木堂のメンバー。武術の達人。実は大きな秘密を抱えている。
呉六奇（ご ろっき）
天地会、紅旗堂の香主。もとは丐幇に所属していたが、今は清の役人になったふりをし、漢民族のため活動している。双児とは義兄妹の仲。

### 江湖
沐剣屏（もく けんぺい）
沐英の子孫で、沐天波の娘である。沐王府の郡主（お姫様）。世間にうとく、男女のこともよく判っていなかった。
沐剣声（もく けんせい）
沐剣屏の兄。沐王府を取り仕切る。
方怡（ほう い）
沐王府に所属。のち、「豹胎易筋丸」を呑まされ、神龍教の教徒となる。
九難（きゅうなん）
『碧血剣』に登場した「阿九」（長平公主）。明の崇禎帝の娘。鉄剣門の首領となっており、武術の達人。韋小宝に軽功を指導する。
阿珂（あか）
絶世の美少女であり、韋小宝がなんとしても妻にしたいと願った相手。出生の秘密から、師匠の九難に呉三桂を暗殺する道具として武術をしこまれる。後に韋小宝の7人の妻の一人になる。
何惕守
『碧血剣』で登場した何鉄手。双児の師匠にあたり、文字の獄で夫、父親を失った女性達を保護している。
李自成（り じせい）
かつて明の滅亡を引き起こした人物。世間的には死んだことになっているが、僧の格好をして生き延びている。英雄と呼ぶか、逆賊と呼ぶかは評価が分かれるところ。
李西華（り せいか）
かつて罪なくして李自成に粛清された李岩の息子。武術の達人であり、李自成への復讐を誓う。

### 平西王府
呉三桂
明朝を滅亡させた後、清に屈服し、満洲人の中原支配に貢献。そのため、本作では、売国奴、「亀野郎」。として漢人から憎み嫌われている。
呉応熊（ご おうゆう）
呉三桂の息子。建寧公主の政略結婚の相手。建寧公主により去勢されてしまう。
陳円円（ちん えんえん）
呉三桂の愛妾で、絶世の美女。李自成と呉三桂が対立、ひいては呉三桂が清に下ったのは彼女を得るためだった、という伝承がある。

### ロシア
ソフィア
フョードル3世の姉。とてもプリンセスと思えないような性格をしているが、建寧公主以来、韋小宝はどこの国も公主はこんなものだ、との感想を持っている。韋小宝が伝えた摂政王ドルゴンからの助言に従い、年少の弟ピョートル1世の摂政王として実権を握る。
ゴリーツィン
ソフィアの部下。

## 用語
天地会（てんちかい）
反清復明をスローガンに漢民族の復興を目標とする秘密組織。その誕生には諸説あるが、本作では鄭成功の命を受け、陳近南を総舵主（最高責任者）として成立したとされる。各地に支部があり、韋小宝は青木堂の香主（支部長のようなもの）となっている。同じ反清復明を志すといっても、台湾の隆武帝こそが正当なる明の後継者と考えており、その部分では沐王府とは対立している。
沐王府（もくおうふ）
反清復明を志す団体。明朝建国の功臣、沐英を起源にもつ。台湾の政権を正当とみなす天地会とは別に、永暦帝が明の正当な後継者であると考えており、思想の上で対立している。沐剣屏、方怡などが所属している。
神龍教（しんりゅうきょう）
神龍島（蛇島）を拠点にする教団。洪安通が教主をしている。不思議な力を使うとされ、武林では恐怖の対象となっている。洪安通が蘇荃を妻にして以降、かつて洪安通とともに神龍教を立ち上げた古参より、若手の方が優遇されるようになったため、教団内に不満が溜まっていた。教徒には「豹胎易筋丸」を呑ませて恐怖で支配している。『四十二章教』を全巻集めようとしている。韋小宝はこの教団の白龍使に就任している。
四十二章経（しじゅうにしょきょう）
現実に存在する仏教の経典。秘教というようなものではなく、非常にありふれたもの。書店に行けば簡単に購入できる。
本作では、先帝の時代に満洲八旗の将、8人につき1部ずつ下賜された。この8冊の『四十二章経』が揃うと、龍脈と莫大な財宝のありかを示す地図が隠されている。莫大な財宝自体にも価値があるが、むしろ龍脈の方が重要。龍脈が絶たれるということは、清朝の滅亡を意味するため、清の滅亡を望む九難、また清の存続を望む康熙帝などが全巻揃えようと躍起になっている。
通吃島（つうきつとう）
神龍島の西側に存在する、名もなき無人島。神龍島の攻略作戦のとき、軍事的な拠点となったため、韋小宝が験を担いで通吃（食べつくす）と命名。のち、韋小宝が7人の妻たちと数年に渡って住み続け、このときには韋小宝の護衛という名目で500人近い兵が常駐していた。なお、通吃には「一人勝ち」の意味もあり、博打好きの韋小宝らしい名前とも言える。
韋小宝がロシアとの領土問題を解決するために召喚されると、島を引き払い、もとの無人島となる。このとき、賭けの銅元がいないのに「通吃」というのはおかしいとして、やはり韋小宝が「釣魚台」と改名。これは、「文王には太公望、光武帝には厳子陵と、名君には釣りが好きな友人がいるものだ」、との理由から康熙帝を讃えるとともに、自分を名臣だとほのめかしている。
作中ではこれが日本と中国の領土問題となっている尖閣諸島（中国名は釣魚台）と特定されてはおらず、「仮にこの島で韋小宝の遺跡が見つかれば、康熙年間から中国領だった証拠になるのだが」と記載されているにとどまる。

## 書誌情報
- 『鹿鼎記』岡崎由美、小島瑞紀 訳、徳間書店（全8巻）

1. 少年康熙帝　2003年8月29日。ISBN 4-19-861718-X
2. 天地会の風雲児　2003年9月20日。ISBN 4-19-861729-5
3. 五台山の邂逅　2003年10月18日。ISBN 4-19-861748-1
4. 二人の皇太后　2003年11月18日。ISBN 4-19-861758-9
5. 経典争奪　2003年12月15日。ISBN 4-19-861777-5
6. クレムリンの女帝　2004年1月24日。ISBN 4-19-861790-2
7. 故郷再び　2004年2月19日。ISBN 4-19-861811-9
8. 栄光の彼方　2004年3月19日。ISBN 4-19-861833-X

- 徳間文庫「金庸武侠小説集」で再刊、2008-2009年

## 映像化作品
映画
- 『鹿鼎記』 1983年 香港 - 汪禹（韋小宝）、ラウ・カーフェイ（康熙帝）※日本未公開
- 『チャウ・シンチーのロイヤル・トランプ』（原題：鹿鼎記） 1992年 香港 - チャウ・シンチー（韋小宝）、デリック・ワン（康熙帝）
- 『チャウ・シンチーのロイヤル・トランプ2』（原題：鹿鼎記II 神龍教） 1992年 香港 - チャウ・シンチー（韋小宝）、デリック・ワン（康熙帝）
- 『正牌韋小宝之奉旨溝女』（韋小宝93摩登闖情関） 1993年 香港 - トニー・レオン（韋小宝）、ディッキー・チョン ※日本未公開

テレビドラマ
- 『鹿鼎記』 1977年 佳藝電視 香港 ※日本未公開
- 『鹿鼎記』 1984年 無綫電視（TVB） 香港 - 全40話。トニー・レオン（韋小宝）、アンディ・ラウ（康熙帝）
- 『鹿鼎記』 1984年 中国電視公司（CTV） 台湾 ※日本未公開
- 『鹿鼎記』 1998年 TVB 香港 - 全45話。※日本未公開
- 『鹿鼎記』 2000年 中華電視公司（CTS） 台湾 - 全42話。ディッキー・チョン（韋小宝）、パトリック・タム（康熙帝）※日本未公開
- 『鹿鼎記〈新版〉』 2008年 中央電視台（CCTV） 中国 - 全50話。ホアン・シャオミン（韋小宝）、ウォレス・チョン（康熙帝）
- 『鹿鼎記 ロイヤル・トランプ』 2014年 中国 - 全50話。ハン・ドン（韋小宝）、ウェイ・チエンシャン（康熙帝）

## 漫画
- 『鹿鼎記』画：黄玉郎（香港）

## ゲーム
- 『鹿鼎記』 捜狐 中国 - MMORPG（多人数同時参加型オンラインRPG）